# Jürgen Törkott
Jürgen Törkott (* 1969) ist ein deutscher Hörfunkmoderator und Fernsehmoderator.

## Leben
Nach der Schule begann Törkott 1985 mit einer Lehre zum Hotelfachmann. Von 1988 bis 1992 sammelte er erste Erfahrungen im Hörfunk bei den nicht mehr bestehenden Sendern CMS Radio Nürnberg, Radio Starlet und Radio 5 sowie Radio Gong 97,1 in Nürnberg. Von 1992 bis 2014 war er Moderator bei Bayern 3. Er war in den Formaten Super 3, Bayern 3 am Nachmittag und ab 1997 in seiner eigenen Sendung Törkott – der lange Samstag zu hören.
Zwischenzeitlich moderierte er beim DSF (heute Sport1) das Format Bundesliga aktuell (Mittendrin statt nur dabei) und wirkte als Co-Moderator in Doppelpass mit. Törkott war Moderator der deutschen Ausgabe von Robot Wars. Die Sendung wurde auf RTL II ausgestrahlt. Von 2014 bis 2016 war er Moderator bei Radio Grischa, Teil der Aktiengesellschaft Somedia, unter anderem mit der Sendung Aussenstelle Schweiz. Von 2016 bis 2022 war er zudem Programmleiter des Radiosenders. Seit dem 4. November 2024 moderiert er beim Churer Radiosender Drift FM.
Törkott ist verheiratet und Vater einer Tochter und eines Sohnes und in Chur wohnhaft.